# Vélodrome de Winnipeg
Le vélodrome de Winnipeg est un ancien vélodrome situé dans la ville de Winnipeg, dans la province canadienne du Manitoba. Il a été construit pour accueillir les épreuves de cyclisme sur piste des Jeux panaméricains de 1967.
Il a été démoli en 1998.